# Бело Поље (Обреновац)
Бело Поље је насеље у градској општини Обреновац у граду Београду. Према попису из 2022. било је 1921 становника.

## Географски положај и опис
Бело Поље се налази код Обреновца, на супротној обали реке Тамнаве и у близини реке Колубаре. Земљиште села је равно, и без икаквих приметних узвишица, иако је пуно бара, које пуне две наведене реке. Белопољске баре, заједно са забрешким и обреновачким, када Сава успори и заустави воду у Тамнави и Колубари, могле су да поплаве простор и до 2000 хектара, изазивајући честе појаве маларије. Како се потопљено земљиште у овом крају зове полој, тако се често Бело Поље описује као полојско село. Куће у насељу су распоређене око бара и главног пута, формирајући насеље зракастог типа. Према начину настанка просторног распореда, Бело Поље се класификује као насеље старовлашког типа.
На простору Белог Поља има више млакви, барских или речних отока (унутар корита река) с изворима са стране, које преко зиме стално отичу и кваре речни ток. За њих је карактеристично да не мрзну преко зиме. На простору Белог Поља и Обреновца налази се и старача (старо корито реке, напуњено илити затворено, природним или људским деловањем) позната као Стара Колубара.

## Историја

### Први помени и први османски период власти (крај 18. века-1804)
Према народној традицији, Бело Поље је настало као раселица Звечке пре око 300 година. Раселице су насеља која су, према традицији, настала тако што су се појединци деобом или из каквог другог разлога (нпр. болести) раселили из старог насеља и формирали ново. Село се не спомиње у сумарном пописном (иџмал) дефтеру из 1741. године.

### Кнежевина и Краљевина Србија (1815—1914)
Према харачким тефтерима, становништво Белог Поља у првој половини 19. века кретало се овако:
| Година | Припада административној јединици | Број кућа | Пореских глава (ожењених мушкараца) | Харачких глава (мушкараца изнад 7 година старости) | Становника |
| ------ | --------------------------------- | --------- | ----------------------------------- | -------------------------------------------------- | ---------- |
| 1818.  | Кнежина (Гаје) Дабића             | 29        |                                     |                                                    |            |
| 1822.  | Кнежина Јована Павловића          | 24        | 35                                  | 70                                                 |            |
| 1832.  | Кнежина Павла Даниловића          | 27        | 32                                  | 83                                                 |            |
| 1844.  | Срез посавски                     | 33        |                                     |                                                    | 232        |

| 1 мушка глава | 2-3 мушке главе | 4-6 мушких глава | 7 и више мушких глава |
| ------------- | --------------- | ---------------- | --------------------- |
| 2             | 10              | 12               | 3                     |

Према попису из 1832, Бело Поље је имало 6 породичних задруга, од чега је 5 задруга формирано између два брата, а једна између више браће.

## Демографија
У насељу Бело Поље живи 1408 пунолетних становника, а просечна старост становништва износи 37,0 година (35,9 код мушкараца и 38,1 код жена). У насељу има 528 домаћинстава, а просечан број чланова по домаћинству је 3,42.
Ово насеље је великим делом насељено Србима (према попису из 2002. године), а у последња три пописа, примећен је пораст у броју становника.
|  |

| Демографија | Демографија | Демографија |
| Година      | Становника  | Становника  |
| ----------- | ----------- | ----------- |
| 1948.       | 372         |             |
| 1953.       | 435         |             |
| 1961.       | 495         |             |
| 1971.       | 845         |             |
| 1981.       | 1.475       |             |
| 1991.       | 1.508       | 1.480       |
| 2002.       | 1.804       | 1.827       |

| Етнички састав према попису из 2002.‍ | Етнички састав према попису из 2002.‍ | Етнички састав према попису из 2002.‍ | Етнички састав према попису из 2002.‍ | Етнички састав према попису из 2002.‍ |
| ------------------------------------ | ------------------------------------ | ------------------------------------ | ------------------------------------ | ------------------------------------ |
|                                      |                                      |                                      |                                      |                                      |
| Срби                                 | Срби                                 |                                      | 1.672                                | 92,68%                               |
| Роми                                 | Роми                                 |                                      | 84                                   | 4,65%                                |
| Македонци                            | Македонци                            |                                      | 8                                    | 0,44%                                |
| Црногорци                            | Црногорци                            |                                      | 7                                    | 0,38%                                |
| Југословени                          | Југословени                          |                                      | 7                                    | 0,38%                                |
| Хрвати                               | Хрвати                               |                                      | 3                                    | 0,16%                                |
| Румуни                               | Румуни                               |                                      | 1                                    | 0,05%                                |
| Немци                                | Немци                                |                                      | 1                                    | 0,05%                                |
| Мађари                               | Мађари                               |                                      | 1                                    | 0,05%                                |
| непознато                            | непознато                            |                                      | 2                                    | 0,11%                                |

| Година пописа     | 1948. | 1953. | 1961. | 1971. | 1981. | 1991. | 2002. |
| ----------------- | ----- | ----- | ----- | ----- | ----- | ----- | ----- |
| Број домаћинстава | 75    | 97    | 132   | 250   | 431   | 432   | 528   |

| Број чланова      | 1  | 2   | 3   | 4   | 5  | 6  | 7  | 8 | 9 | 10 и више | Просек |
| ----------------- | -- | --- | --- | --- | -- | -- | -- | - | - | --------- | ------ |
| Број домаћинстава | 65 | 106 | 111 | 129 | 61 | 36 | 11 | 5 | 2 | 2         | 3,42   |

| Пол    | Укупно | Неожењен/Неудата | Ожењен/Удата | Удовац/Удовица | Разведен/Разведена | Непознато |
| ------ | ------ | ---------------- | ------------ | -------------- | ------------------ | --------- |
| Мушки  | 728    | 217              | 454          | 26             | 30                 | 1         |
| Женски | 737    | 141              | 459          | 104            | 33                 | 0         |
| УКУПНО | 1.465  | 358              | 913          | 130            | 63                 | 1         |

| Пол    | Укупно                    | Пољопривреда, лов и шумарство | Рибарство                            | Вађење руде и камена | Прерађивачка индустрија       |
| ------ | ------------------------- | ----------------------------- | ------------------------------------ | -------------------- | ----------------------------- |
| Мушки  | 321                       | 24                            | 0                                    | 1                    | 104                           |
| Женски | 228                       | 17                            | 0                                    | 0                    | 40                            |
| УКУПНО | 549                       | 41                            | 0                                    | 1                    | 144                           |
| Пол    | Производња и снабдевање   | Грађевинарство                | Трговина                             | Хотели и ресторани   | Саобраћај, складиштење и везе |
| Мушки  | 48                        | 24                            | 37                                   | 8                    | 26                            |
| Женски | 2                         | 3                             | 52                                   | 9                    | 11                            |
| УКУПНО | 50                        | 27                            | 89                                   | 17                   | 37                            |
| Пол    | Финансијско посредовање   | Некретнине                    | Државна управа и одбрана             | Образовање           | Здравствени и социјални рад   |
| Мушки  | 1                         | 10                            | 16                                   | 4                    | 5                             |
| Женски | 8                         | 5                             | 9                                    | 22                   | 32                            |
| УКУПНО | 9                         | 15                            | 25                                   | 26                   | 37                            |
| Пол    | Остале услужне активности | Приватна домаћинства          | Екстериторијалне организације и тела | Непознато            | Непознато                     |
| Мушки  | 13                        | 0                             | 0                                    | 0                    | 0                             |
| Женски | 16                        | 0                             | 0                                    | 2                    | 2                             |
| УКУПНО | 29                        | 0                             | 0                                    | 2                    | 2                             |